# Tadeusz Maria Gelewski
Tadeusz Maria Gelewski (ur. 25 września 1922 we Lwowie, zm. 16 stycznia 2002 w Olsztynie) – polski prawnik i historyk związany z Olsztynem, wieloletni wykładowca Wyższej Szkoły Pedagogicznej oraz jej prorektor. Działacz Stronnictwa Demokratycznego na Warmii i Mazurach.

## Życiorys
Urodził się we Lwowie w rodzinie ziemiańskiej. Ojciec Jan Leon Gelewski był doktorem praw i adwokatem. W czasie II wojny światowej rodzina była represjonowana przez władze sowieckie, a Tadeusz Gelewski w szeregach kontrwywiadu Armii Krajowej uczestniczył w akcjach na Bliskim Wschodzie. Po 1945 mieszkał w Szczecinie i Bydgoszczy. W 1961 ukończył studia prawnicze na Uniwersytecie im. Adama Mickiewicza. Pracę magisterską pisał pod kierunkiem prof. Krzysztofa Skubiszewskiego. W 1967 uzyskał stopień doktora nauk prawnych na podstawie rozprawy Kontrabanda wojenna w prawie po 1939 roku (pisanej również pod kierunkiem prof. Skubiszewskiego). W 1977 uzyskał habilitację  na podstawie pracy Zbrodnie wojenne na morzu w drugiej wojnie światowej. Od 1988 był profesorem nauk humanistycznych.
W 1969 przeprowadził się do Olsztyna, gdzie od 1974 wykładał m.in. historię starożytną i kulturę antyczną na Wyższej Szkole Pedagogicznej. Był kolejno kierownikiem Samodzielnej Pracowni Kulturoznawstwa, Zakładu Historii Powszechnej oraz Katedry Nowożytnej i Najnowszej Historii Powszechnej WSP, a także prorektorem uczelni. Zajmował się naukowo historią najnowszą świata, okresem I i II wojny światowej, prawem międzynarodowym publicznym, a także zbrodniami wojennymi. Był również kierownikiem biura Okręgowej Komisji Badania Zbrodni Hitlerowskich w Polsce oraz członkiem Komisji Prawa Morskiego gdańskiego oddziału Polskiej Akademii Nauk. Współpracował z Wojskowym Instytutem Historycznym. Sprawował funkcję zastępcy dyrektora wydawnictwa "Pojezierze". Wykładowcą WSP pozostawał do 1996. 
Był działaczem Stronnictwa Demokratycznego w Olsztynie. Sprawował m.in. funkcję wiceprzewodniczącego Wojewódzkiego Komitetu SD, a także wiceprzewodniczącego Rady Miejskiej PRON. Znalazł się wśród członków kapituły ustanowionej przez Stronnictwo Nagrody im. Biskupa Ignacego Krasickiego. 
Odznaczony m.in. Krzyżem Kawalerskim Orderu Odrodzenia Polski, a także Medalem Komisji Edukacji Narodowej. 
Żonaty z Jadwigą Gelewską. 
Spoczywa na cmentarzu komunalnym w Olsztynie (kw. 19B rząd 2 grób 7).

## Wybrane publikacje
- Zbrodnie wojenne na morzu w drugiej wojnie światowej, Wydawnictwo Morskie, Gdańsk 1976
- Bitwa na Morzu Jawajskim, Wydawnictwo Morskie, Gdańsk 1984
- Jalu 1894, Wydawnictwo "Bellona", Warszawa 1995, seria Historyczne Bitwy
- Singapur 1942. Klęska na Malajach i upadek Singapuru. Wydawnictwo „Marpress”, Gdańsk 2006 (wydana pośmiertnie dzięki staraniom Jacka Trawczyńskiego)